# Quotient de Rayleigh
En mathématiques, pour une matrice hermitienne A et un vecteur x non nul, le quotient de Rayleigh est l’expression scalaire définie par
{\displaystyle R(A,x)={\frac {x^{*}Ax}{x^{*}x}}}
où x* désigne le vecteur adjoint de x. Pour une matrice symétrique à coefficients réels, le vecteur x* est simplement son transposé xT.
Dans les deux cas, le quotient de Rayleigh fournit une valeur réelle qui renseigne sur le spectre de la matrice par les deux propriétés fondamentales suivantes :
- il atteint un point critique (extremum ou point-selle) au voisinage des vecteurs propres de la matrice ;
- appliqué à un vecteur propre, le quotient de Rayleigh fournit la valeur propre correspondante.

Ces deux propriétés peuvent être exploitées pour déterminer numériquement les valeurs, vecteurs et espaces propres d'un opérateur hermitien ou symétrique.
Le quotient de Rayleigh, dont la propriété d'extremum peut être reliée au principe du minimum de l'énergie potentielle en mécanique, a été étudié pour la première fois par Rayleigh (1877).
Walter Ritz reprit l'idée en 1909 pour en faire la base d’une méthode d’approximation variationnelle.

## Propriétés
Partant d'une matrice symétrique respectivement hermitienne (dont les valeurs propres sont réelles), le quotient de Rayleigh satisfait les propriétés suivantes :
1. C’est une fonction homogène de degré 0 puisque R(A,cx)=R(A,x) pour tout scalaire c.
2. Pour tout x non nul, {\displaystyle \lambda _{\min }\leq R(A,x)\leq \lambda _{\max }} où {\displaystyle \lambda _{\min }} et {\displaystyle \lambda _{\max }} sont les valeurs propres extrêmes de A. Une égalité est atteinte si et seulement si x est vecteur propre pour la valeur propre extrême correspondante[1].
3. Si x0 est un vecteur propre à valeur propre non extrême, alors R(A,x) présente un point-selle dans le voisinage de x0.

Combiné au théorème min-max de Courant-Fischer, le quotient de Rayleigh permet de déterminer une à une toutes les valeurs propres d'une matrice. On peut également l'employer pour calculer une valeur approchée d'une valeur propre à partir d'une approximation d'un vecteur propre. Ces idées forment d'ailleurs la base de l’algorithme d’itération de Rayleigh.

## Cas particulier des matrices autoadjointes positives
Les matrices autoadjointes positives (ie semi-définie positives) possèdent des valeurs propres positives ou nulles et le quotient de Rayleigh reste ainsi toujours positif ou nul. C'est en particulier le cas pour les matrices de covariances et cette propriété est à la base de l'analyse en composantes principales et des corrélations canoniques.

## Méthode de Rayleigh-Ritz
La théorie de Sturm-Liouville a trait à l’action de l’application linéaire
{\displaystyle L(y)={\frac {1}{w(x)}}\left(-{\frac {\mathrm {d} }{\mathrm {d} x}}\left[p(x){\frac {\mathrm {d} y}{\mathrm {d} x}}\right]+q(x)y\right)}
sur l’espace préhilbertien des fonctions y(x) vérifiant des conditions aux limites particulières en x=a et b, muni du produit scalaire : {\displaystyle \langle {y_{1},y_{2}}\rangle =\int _{a}^{b}{w(x)y_{1}(x)y_{2}(x)}\mathrm {d} x}.
Dans ce cas, le quotient de Rayleigh est
{\displaystyle \rho (x)={\frac {\langle {y,Ly}\rangle }{\langle {y,y}\rangle }}={\frac {\int _{a}^{b}{y(x)\left(-{\frac {\mathrm {d} }{\mathrm {d} x}}\left[p(x){\frac {\mathrm {d} y}{\mathrm {d} x}}\right]+q(x)y(x)\right)}\mathrm {d} x}{\int _{a}^{b}{w(x)y(x)^{2}}\mathrm {d} x}}.}
On le présente parfois sous une forme équivalente, obtenue en découpant l'intégrale du numérateur et en intégrant par parties :
{\displaystyle \rho (x)={\frac {\langle {y,Ly}\rangle }{\langle {y,y}\rangle }}={\frac {\int _{a}^{b}{y(x)\left(-{\frac {\mathrm {d} }{\mathrm {d} x}}\left[p(x)y'(x)\right]\right)}\mathrm {d} x+\int _{a}^{b}{q(x)y(x)^{2}}\mathrm {d} x}{\int _{a}^{b}{w(x)y(x)^{2}}\mathrm {d} x}}}
{\displaystyle ={\frac {-y(x)\left[p(x)y'(x)\right]|_{a}^{b}+\int _{a}^{b}{y'(x)\left[p(x)y'(x)\right]}\mathrm {d} x+\int _{a}^{b}{q(x)y(x)^{2}}\mathrm {d} x}{\int _{a}^{b}{w(x)y(x)^{2}}\mathrm {d} x}}}
{\displaystyle ={\frac {-p(x)y(x)y'(x)|_{a}^{b}+\int _{a}^{b}\left[p(x)y'(x)^{2}+q(x)y(x)^{2}\right]\mathrm {d} x}{\int _{a}^{b}{w(x)y(x)^{2}}\mathrm {d} x}}.}
Pour déterminer une solution approchée {\displaystyle {\bar {y}}(x)} de l’équation
{\displaystyle -{\frac {\mathrm {d} }{\mathrm {d} x}}\left[p(x){\frac {\mathrm {d} y}{\mathrm {d} x}}\right]+q(x)y=0}
vérifiant les conditions aux limites, on choisit un certain nombre de fonctions {\displaystyle u_{1},u_{2},...,u_{p}} vérifiant elles-mêmes les conditions aux limites, et on cherche la solution approchée comme une combinaison linéaire des p modes retenus : {\displaystyle {\bar {y}}(x)=\textstyle \sum _{i=1}^{p}\alpha _{i}u_{i}(x)}. Les coefficients inconnus {\displaystyle \alpha _{i}} s’obtiennent en écrivant la stationnarité du quotient de Rayleigh :
{\displaystyle {\tfrac {\partial \rho }{\partial \alpha _{i}}}=0}, qui détermine p équations linéaires d'inconnues {\displaystyle (\alpha _{i})_{i=1,...,p}}

## Généralisation
On peut étendre la notion de quotient de Rayleigh à deux matrices symétriques définies positives réelles (A,B), et à un vecteur non-nul x, selon :
{\displaystyle R(A,B;x):={\frac {x^{T}Ax}{x^{T}Bx}}.}
Ce « quotient de Rayleigh généralisé » se réduit au quotient de Rayleigh R(D,Cx) par la transformation {\displaystyle D=C^{-T}AC^{-1}} où C est la factorisation de Cholesky de la matrice B.